# Rävjakt
För andra betydelser, se Rävjakt (olika betydelser).

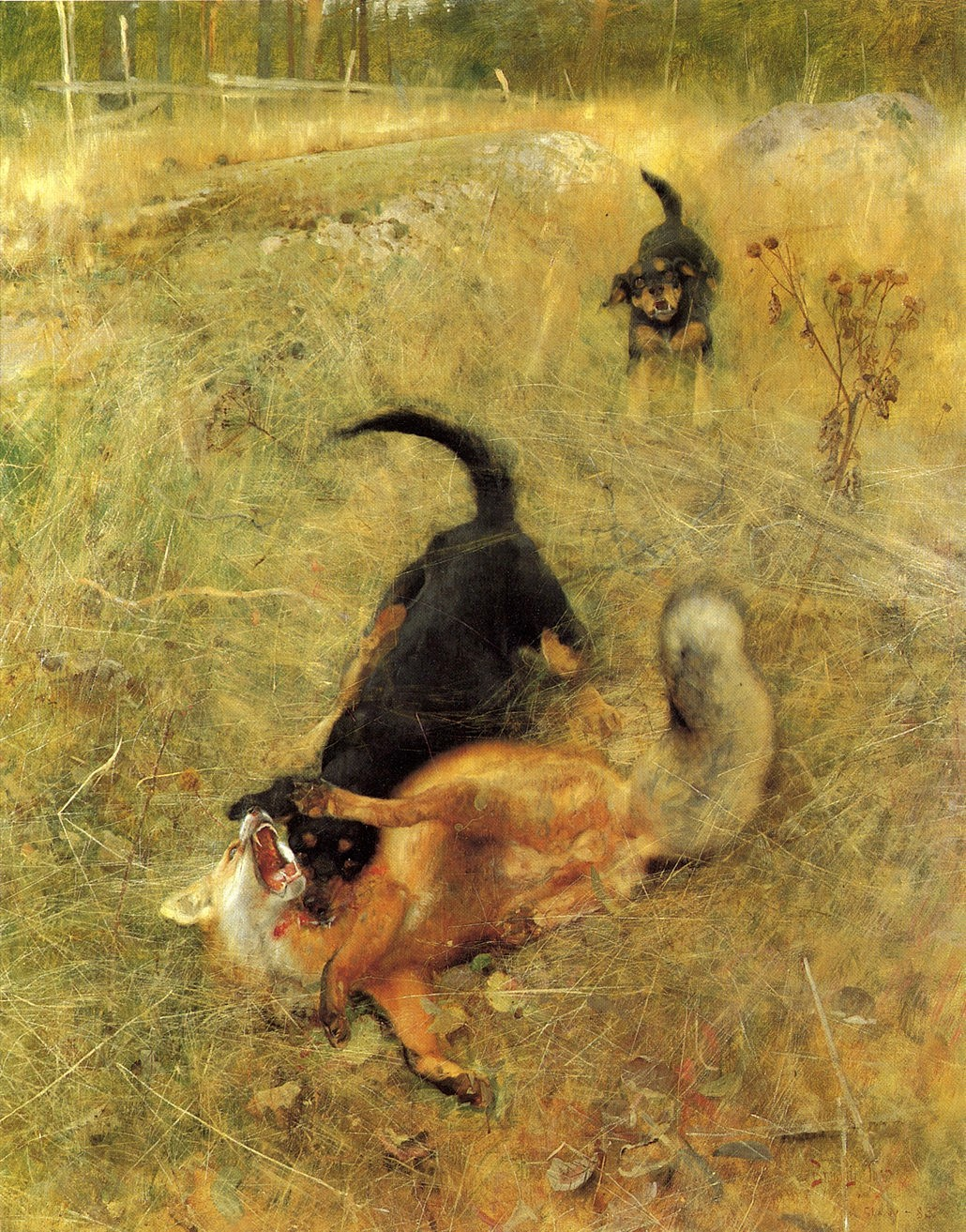
Målning av rävjakt, "Beagle och räv", av Bruno Liljefors.

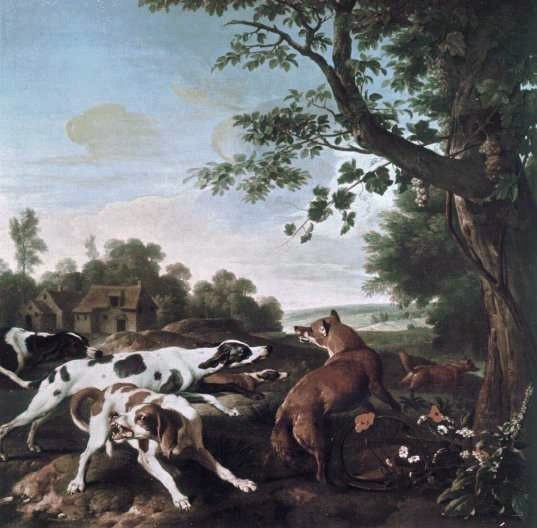
Målning av rävjakt, "The Fox Hunt", av François Desportes.

Rävjakt är den viltslagsjakt där räv jagas. För rävjakt används vanligen jakthund och eldvapen av antingen kultyp eller hageltyp.

## Översikt
Räv jagas över nästan hela världen, men rävjakt bedrivs mest i Storbritannien, Amerika och Skandinavien. Man har jagat räv sedan urminnes tider huvudsakligen för pälsens skull. Förr gav försäljningen av rävpäls ett stort tillskott till kassan. Pälsen är som bäst i november och december. Idag jagas räven främst för så kallad predatorkontroll vilket betyder att räven jagas för att öka antalet bytesdjur, exempel på dessa är rådjurskid, hare, skogshöns och fälthöns. Under senare delen av 1900-talet kom rävskabb till Sverige. Denna sjukdom orsakas av en parasit. Det är närmare sagt ett kvalster som äter sig in i huden på rävar och framkallar klåda och håravfall. Slutligen dör de smittade rävarna. I ett område där många rävar dör så ökar antalet rådjur. Det beror på att färre rådjurskid blir rävmat.

## Jaktformer
När man jagar räv kan man använda sig främst av följande fyra olika jaktformer det vill säga, drevjakt, vakjakt, grytjakt, och fångstjakt. I främst anglosaxiska länder har räv även jagats till häst, så kallad engelsk rävjakt.

### Drevjakt på räv
Drevjakt är en av flera jaktformer där man använder sig av hund, vanligtvis av rasen stövare som driver räven i riktning mot de passare (skyttar) som man har ställt ut på olika platser där man tror att räven kommer att passera. Drevjakt på räv brukar bli en långvarig jakt beroende på vad för sorts hund man använder sig av. En stövare till exempel håller högt tryck på räven i och med att den är så snabb. Man bör därför förbereda sig på att räven kan röra sig över långa sträckor och att drevet kan vara i timme efter timme. Detta beror på stövarens sätt att driva dvs. tempo m.m.

### Vakjakt på räv
Vakjakt är en sorts jakt då man har lagt ut en åtel (fiskrens/gammal mat etc.) och passar på räven från till exempel ett torn eller en s.k. vakkoja så att man har uppsikt. Det krävs en del för en lyckad vakjakt och det är kunskap och noggranna förberedelser. En bra sak att komma ihåg när man förbereder en åtel är att gräva ner det man har lagt ut en bit under marken just för att räven gärna tar med sig maten och äter på en annan plats. ”Listig som en räv” är ett talesätt som kommer sig av att räven är just mycket misstänksam och blir mycket försiktig om den anar oråd. Vittring, onödiga ljud och ljusreflexer är oftast det som förstör en vakjakt. Man ska vara noga med att vakkojan är tät så att inte räven får vittring och skräms iväg. Har man en tät koja blir den varmare och dessutom behagligare att sitta i. Även när man fyller på åteln måste man vara försiktig med vittringen så att man inte skrämmer bort räven.

### Grytjakt på räv
Grytjakt är en jaktform som jägaren använder sig av när räven har ”gått i gryt”. Jagar man med stövare när räven har gått i gryt så är det bäst att söka upp en ny räv om man inte har tillgång till en grythund. När räven har gått ner i grytet så ska man inte börja klampa runt och prata högt. Här krävs en analys av situationen, tålamod och försiktighet. Vid grytjakt kan man välja att använda sig av en ”grythund” eller att jaga utan hund. Idag använder man sig mest av terriers s.k. ”rävsprängare” när räven har gått i gryt. Det kan vara hundar av raserna foxterrier, Jack Russell, borderterrier m.fl. Rävsprängarna går utan tvekan ner i rävgrytet och tvingar ut räven. Hundens uppgift är att göra snabba och skarpa attacker från olika håll, däremellan flytta sig, komma ut en stund för att byta gång och möjliggöra för räven att smita ut.
Ju tystare man är under jakten desto större chans är det att räven tittar fram, både med eller utan hund. Är det ett stort gryt måste jägarna placeras ut klokt och vara beredda att skjuta när som helst. Man vet aldrig när räven kommer att försöka smita ut. Ett vanligt misstag många gör är att tro att hunden jagar räven ur grytet, med räven först och hunden efter. Så kan det gå i vissa fall, men oftast smiter räven ut när hunden är ute ur grytet. Vid grytjakt krävs mycket tålamod. Det kan vara så att hunden går ner i grytet utan att ge skall och att den snart kommer upp igen. Då är det viktigt att fortsätta stå tyst och försiktig tills det är säkert att grytet är tomt. Vanligtvis kommer räven som skjuten ur en kanon när den lämnar grytet, men det kan också vara så att den smyger ut försiktigt när den tror att ingen ser den. Allt är möjligt när man pratar grytjakt.

### Fångstjakt på räv
Fångstjakt är den jaktform på räv som ger bäst utdelning under året. Detta visar en undersökning som nyligen gjorts av Svenska Jägarförbundet. Den som vill göra något åt rävstammen på sina marker bör ägna sig åt fångstjakt. Det finns många bra fällor för rävfångst, men den mest rekommenderade är den värmländska tunnelfällan. Vid denna sorts jakt beror resultatet inte så mycket på fällans utseende eller funktion. Till skillnad från mård och mink är det inte nyfikenheten som driver räven in i fällan utan det är om det finns mat eller inte. Om fångstresultatet är bra betyder det att man har lyckats bra med inåtlingen, men om det visar sig vara dåligt så beror det på brister i utfodringen. Vid fångstjakt är det viktigt att man alltid har mat i fällan, för det räcker med att fällan står tom i bara någon vecka för att rävarna ska välja att söka föda någon annanstans. Det är åteln som är grunden till ett bra fångstresultat och därför ska man sprida föda både i fällan och runt omkring fällan. Under denna tid ska fällan stå öppen och säkrad för att rävarna ska vänja sig vid att alltid kunna hitta någonting ätbart vid sina besök.
Den allmänna jakttiden på räv börjar den 1 augusti, men inåtlingsperioden bör börja tidigare än så, ungefär vid midsommar, eftersom det är då som ungrävarna börjar röra sig i markerna och får följa med honan på näringssök. Att jaga räv med fälla går alltid bäst i början av säsongen, för allteftersom säsongen fortgår blir rävarna mer försiktiga och mer svårfångade, men det går att fånga räv ända fram till säsongens slut. Som vid all fångstjakt kommer man att komma i kontakt med individer som aldrig går i fällan, men som tidigare nämnts krävs det en hel del tålamod vid all jakt.

### Engelsk rävjakt
Engelsk rävjakt är en traditionell form av jakt på främst räv som har utövats inom de anglosaxiska länderna och där jaktdeltagarna rider på hästar, samt att villebrådet jagas av ett hundkoppel.

## Rävjakt i Sverige

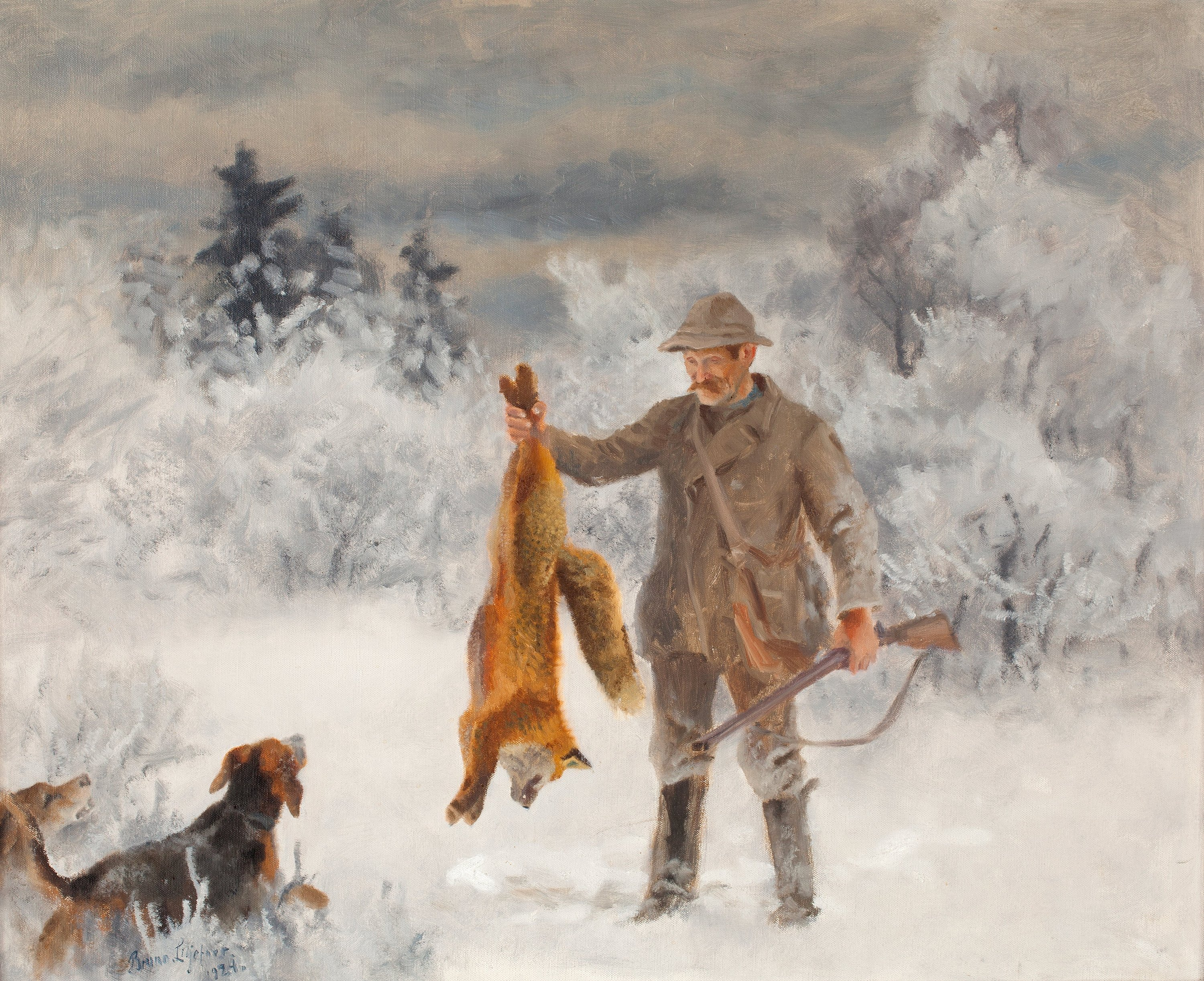
Jägare med jakthundar och räv, av Bruno Liljefors.

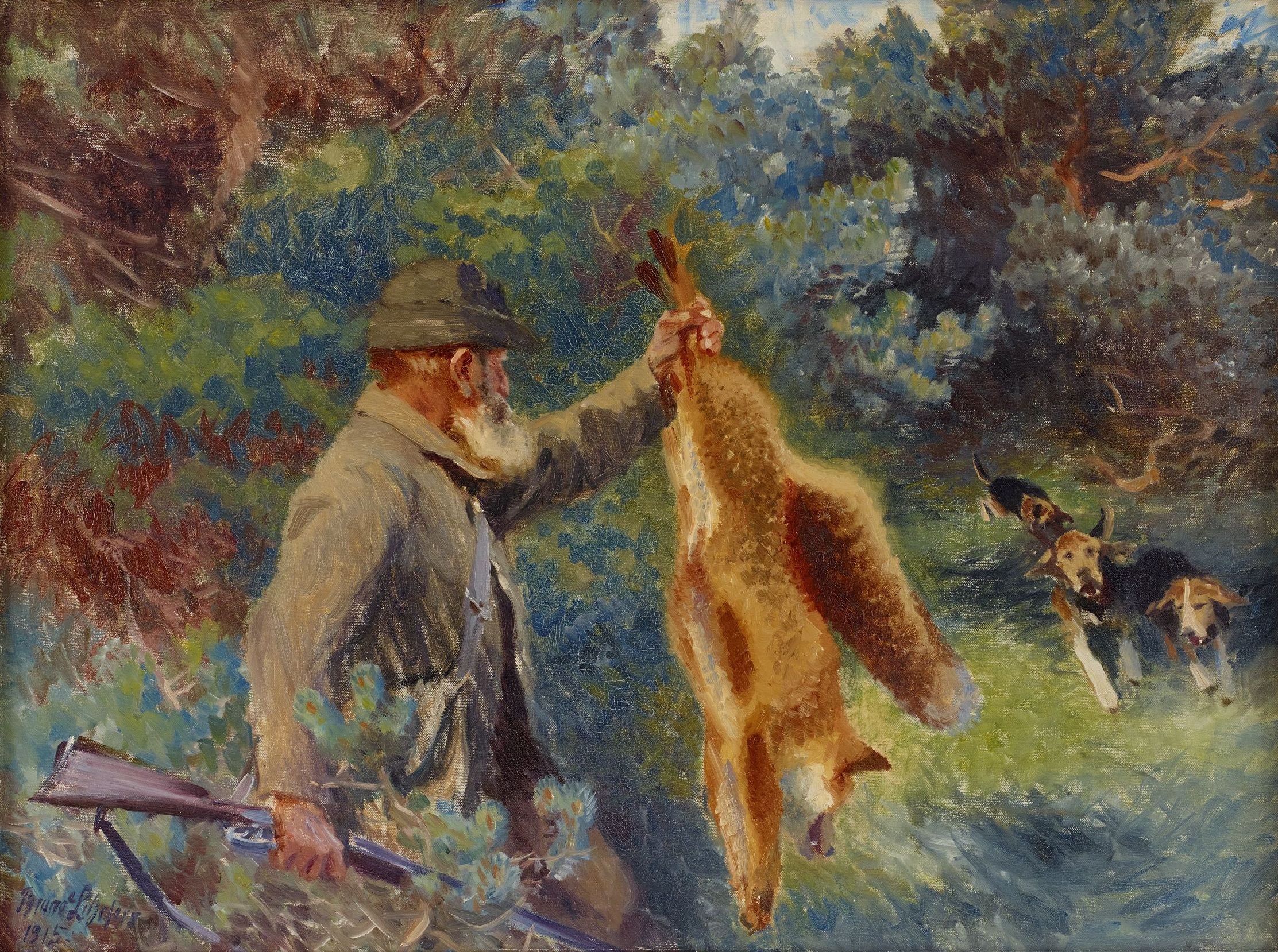
Jägare med skjuten räv, av Bruno Liljefors.

I Sverige jagas räv som drevjakt, vakjakt, grytjakt, och fångstjakt. Engelsk rävjakt torde aldrig ha utövats i Sverige.

### Jakttider i Sverige
Jakttider på räv varierar beroende på vilket län man jagar i. Räv får däremot jagas hela året i form av skyddsjakt, vilket innebär att man får jaga räv om den förekommer tillfälligt på ö, holme eller skär med hänsyn till viltvården. Detta gäller också om skyddsjakt är nödvändig för att skydda ungar av tamdjur inom område för uppfödning av tamdjur och i renskötselområdets kalvningsland. Detsamma gäller vid område för viltuppfödning, hönsgård eller liknande anläggning samt inom ett avstånd av 200 meter från sådana anläggningar, om det behövs för att förhindra skada inom anläggningarna och om räven kommer in på gård eller i en trädgård där den kan orsaka skada eller annan olägenhet. Räv som har drabbats av skabb får skjutas året om vid nästan vilket tillfälle som helst.

### Ammunitionskrav i Sverige
Ammunitionskraven på räv är klass 3 ammunition dvs. kulan ska minst väga 2,5 g och ha en anslagsenergi vid 100 m om minst 200 J. De arter man får jaga med klass 3 är räv, grävling, hare, mårdhund, skogs- och fältfågel, gäss och änder, samt alla arter som får jagas med klass 4-ammunition. Räv får även jagas med hagelvapen.

## Skadeskjutningar
Vid jakt med hagelgevär finns det risk för skadeskjutningar. Eftersom hagelsvärmen får spridning finns det risk att enstaka hagel träffar räven utan att den dör vilket leder till livslångt lidande. I Danmark sköts ett antal rävar med kula och röntgenundersökningar kunde visa ifall de hade blyhagel i kroppen sedan tidigare eftersom gevärskulan är avsevärt större. Av rävarna hade 25% hagel i kroppen från skadeskjutningar.
Det finns även risk för att skadeskjuta räven med vanligt gevär, men det är svårare dra slutsats om en räv påträffas med ett ben som är borta, om benet är bortskjutet eller om det är en annan olyckshändelse. En allvarligare skadeskjutning med kula gör att räven förblöder efter en kort tid, och därmed dör i naturen utan att hittas. Att skjuta från längre avstånd än tillåtet ökar också risken för skadeskjutning med hagelgevär eftersom hagelsvärmen expanderar.